# クリス・ラッタ
クリス・ラッタ （Chris Latta 1949年8月30日 - 1994年6月12日） は、アメリカ合衆国の男性声優、俳優、コメディアン。

## 人物
ニュージャージー州オレンジ郡出身。マンハッタン育ち。実父は俳優のロバート・ラッタ。両親が離婚後、母に引き取られる。出生名はクリストファー・ローレンス・ラッタ(Christopher Lawrence Latta)。別名はクリストファー・コリンズ(Christopher Collins)。ニューヨーク大学卒。
1970年代からボストンで舞台とラジオのナレーションを中心に活動。声優としては1979年に『宇宙戦艦ヤマト2』の斉藤始役でデビュー。
1994年6月12日に脳出血により死亡。

## 出演作品

### テレビアニメ
- 宇宙戦艦ヤマト2（斉藤始、ゲーニッツ）
- 地上最強のエキスパートチーム G.I.ジョー（コブラコマンダー、ブリーカー、ガンホー、フロストバイト、リッパー、スティーラー、ハラショー）
  - G.I.ジョー（コブラコマンダー〈初代〉）
- パックマン
- スパイダーマン&アメイジング・フレンズ（サンドマン、ビートル）
- 戦え!超ロボット生命体トランスフォーマー（スタースクリーム、ホイルジャック、スパークプラグ、コンドル、ガーディアン、リフレクター）
- 戦え!超ロボット生命体トランスフォーマー2010（スタースクリーム、スネーク、ガーディアン、スレマー、スウィープス）
- トランスフォーマー ザ・リバース（クランク、ガーディアン）
- 筋肉機械ビッグフット（エイドリアン・レイベンスクロフト、アーニー・スライ）
- インヒューマノイズ（Ｄコンポーズ、テンドリル、グラナヒュー）
- スーパーマン (1988年）
- ザ・シンプソンズ（チャールズ・モンゴメリ・バーンズ社長〈初代〉、モー・シズラック〈初代〉、テレビの司会）
- アニメ ゴーストバスターズ （サミー・K・フェレット）

### 劇場版アニメ
- トランスフォーマー ザ・ムービー（スタースクリーム、コンドル）

### OVA
- G.I.ジョー ザ・ムービー（コブラコマンダー、ガンホー、リッパー）

### 映画
- トゥルー・アイデンティティー 正体知られて大ピンチ!!（フランク）
- ロードハウス/孤独の街
- 刑事エデン/追跡者
- 刑事ジョー ママにお手上げ

### テレビ映画
- デンジャー・チーム（トラックの声）

### テレビドラマ
- 新スタートレック（カーガン艦長、グレブネドログ船長）
- スタートレック:ディープ・スペース・ナイン（ダーグ、マーカリア星人）
- クッパ大王の格好いいアニメ （クッパ大王〈初代〉）
- となりのサインフェルド（強盗）
- NYPDブルー（ポール・フォーブス）

### CM
- トランスフォーマー玩具CM（スタースクリーム〈初代〉）